# The Rural Alberta Advantage
The Rural Alberta Advantage (ou The RAA) est un groupe de rock indépendant canadien, originaire de Toronto, en Ontario. 

## Biographie
Le chanteur/guitariste Nils Edenloff, originaire de l'Alberta, a fondé le trio en 2005 avec le batteur Paul Banwatt et la bassiste/claviériste Amy Cole. Le groupe a rapidement auto-publié un enregistrement démo, suivi de The Rural Alberta Advantage EP en 2006. Deux ans plus tard, ils publieront leur premier album Hometowns. Bien que peu de choses soient connues au moment de sa sortie, Hometowns a reçu un grand coup de pouce lorsque les détaillants de musique en ligne ont défendu l'album. Le groupe a reçu un nouvel élan en mars 2009 lorsqu'il a joué un showcase très médiatisé au South by Southwest, aux côtés de l'un des groupes les plus attendus du festival, Grizzly Bear. Le deuxième album studio très attendu du groupe, Departing, est arrivé en mars 2011 et a valu au groupe une nomination au prestigieux Prix de musique Polaris. Il a été suivi par Mended with Gold en 2014 ; les deux efforts ont atterri dans les palmarès des albums indépendants et Heatseekers. En septembre 2016, Cole quitte le groupe pour poursuivre d'autres projets. Robin Hatch a rejoint les 2 membres restants au bon moment, pour aider à tester de nouveaux titres sur la route, pour le quatrième album, The Wild, qui comprenait les singles « White Lights » et « Beacon Hill », ce dernier étant inspiré des incendies de forêt de Fort McMurray en 2016. Cole a rejoint le groupe en 2018. Le trio a travaillé sur le prochain album pendant les confinements pandémiques via des réunions en ligne et des répétitions à distance dans des entrepôts. Finalement, ils entrent en studio en 2022 avec le producteur canadien Gavin Gardiner. Le cinquième album The Rise & the Fall qui sortira le 6 octobre 2023, est le premier du groupe depuis le retour de la claviériste originale.